# Masowien

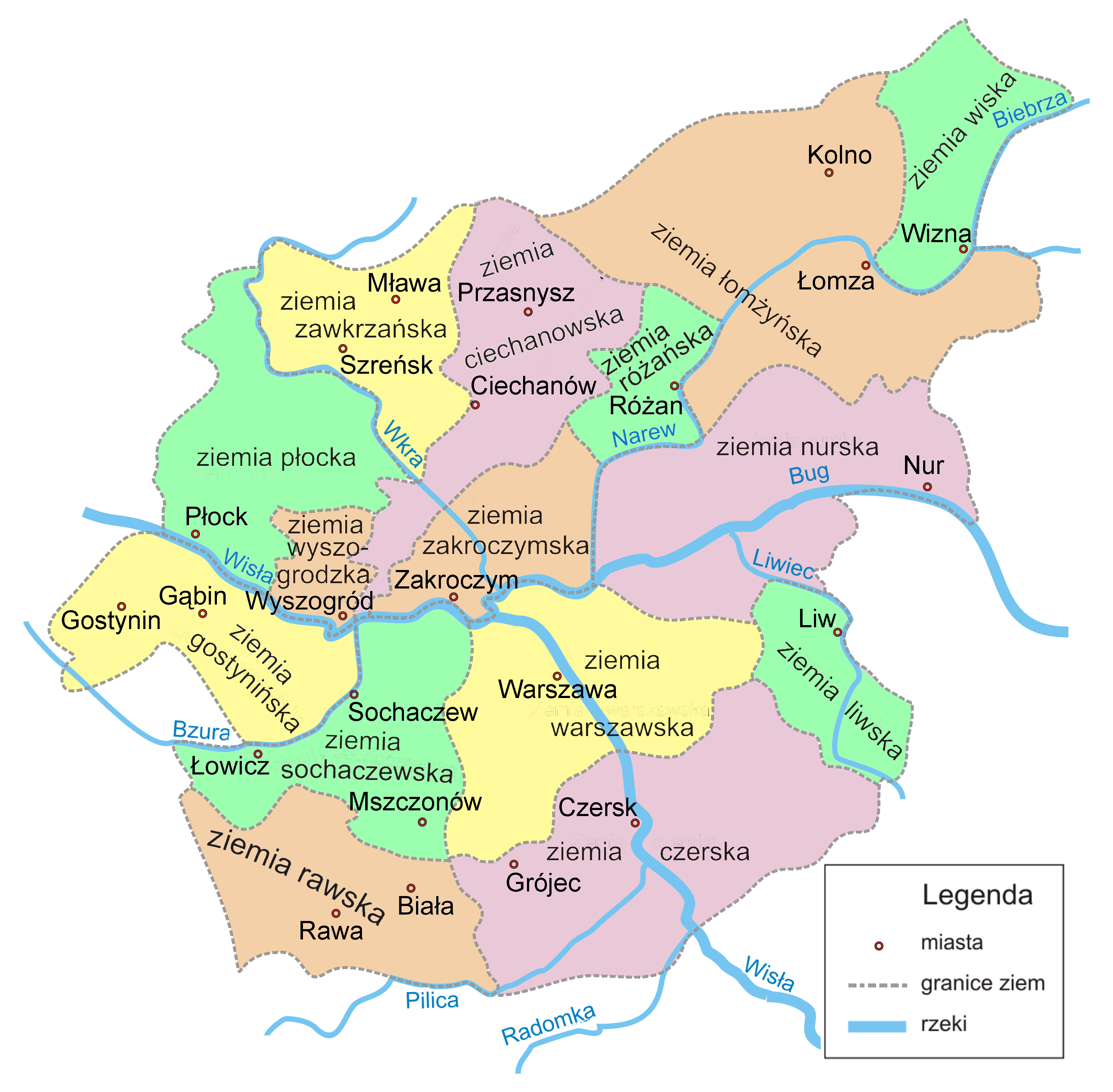
Masowien

Masowien (polnisch Mazowsze [maˈzɔfʃɛ]) ist eine historische Landschaft in Polen, die sich um Warschau erstreckt, historisch überwiegend östlich der Weichsel. Masowien war Teil des frühpiastischen Staates, danach als Herzogtum unter einer Piastendynastie zeitweise nur als Lehen mit dem Königreich Polen verbunden, sodann eine der (historischen) Woiwodschaften Polens und heute wiederum Woiwodschaft. Seit dem 15. Jahrhundert ist Warschau das politische Zentrum Masowiens. Vorher war Czersk Regierungssitz und davor die Bischofsstadt Płock.

## Politische Geschichte

### Erste Piasten
Der Name Masowien wird auf Masos oder Maslao zurückgeführt, d. h. Mundschenk von Mieszko II. Lambert († 1034), der sich diesen Landstrich nach dem Tod des Königs während der Minderjährigkeit Kasimirs I. aneignete. Wann genau Masowien unter die Herrschaft (Groß-)Polens kam, ist nicht bekannt. Angenommen wird ein Zeitpunkt zwischen 960 und 990, also während der Regierungszeit Mieszkos I. Seitdem gehörte es zum Staat der Piasten und bildete eine der Provinzen mit dem Zentrum in Płock (seit 1075 Bischofssitz).

### Herzogtum Masowien

Wappen des Herzogtums Masowien

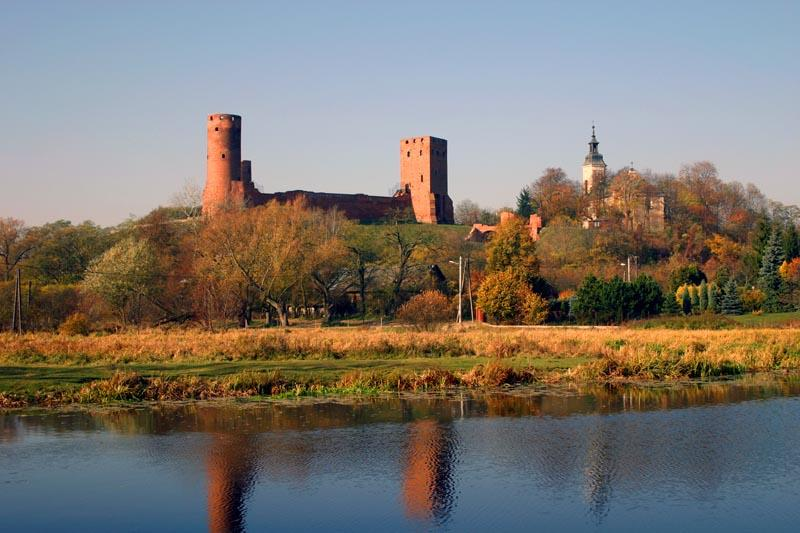
Czersk an der Weichsel, ehemalige Residenz der Herzöge von Masowien

Infolge des Testaments von Bolesław III. Schiefmund wurde Polen nach seinem Tode in Herzogtümer aufgeteilt, die weltlich nur durch die Vorrangstellung des Seniorherzogs miteinander verbunden waren. Es begannen die 150 Jahre des polnischen Partikularismus. Aufgrund dieses Testaments wurde Masowien um 1138 mit Kujawien sowie dem Land von Sieradz-Łęczyca zu einem Herzogtum vereinigt. Herzog Konrad I. von Masowien hatte während seiner Regierungszeit von 1199 bis 1247 in den Jahren 1229 bis 1232 und 1241 bis 1243 auch das Herzogtum Kleinpolen und damit das Amt des polnischen Seniorherzogs inne. Seine Versuche, die nördlich benachbarten Pruzzen und Jadwinger zu unterwerfen, veranlassten diese zu heftigen Gegenangriffen. Der von ihm zu Hilfe gerufene Deutsche Orden wurde erst aktiv, nachdem er ihm im Vertrag von Kruschwitz das Kulmerland überlassen hatte, das dem Orden dann als Ausgangspunkt für seine eigene Staatsgründung diente. Als 1295 die Königskrönung Przemysławs II. den polnischen Partikularismus beendete, war Masowien nicht mit dabei. Erst 1351 wurde es polnisches Lehen. 1313 wurde es in drei Teilherzogtümer mit den Zentren Płock, Warschau und Rawa Mazowiecka geteilt. Das (nord-)östlich benachbarte Litauen, im Widerstand gegen den Deutschen Orden zum mächtigen Staat geworden, unternahm bei seiner Expansion im 14. Jahrhundert auch Kriegszüge nach Masowien. Mit der polnisch-litauischen Personalunion von 1386 lag Masowien zwischen den beiden direkt den Jagiellonen unterstehenden Gebieten Polens und Litauens. Nach dem Aussterben der masowischen Linie der Piasten im Mannesstamm durch den Tod von Herzog Janusz von Masowien 1526 fiel Masowien an die polnische Krone und wurde nicht wieder als Lehen vergeben.

### Woiwodschaft Masowien

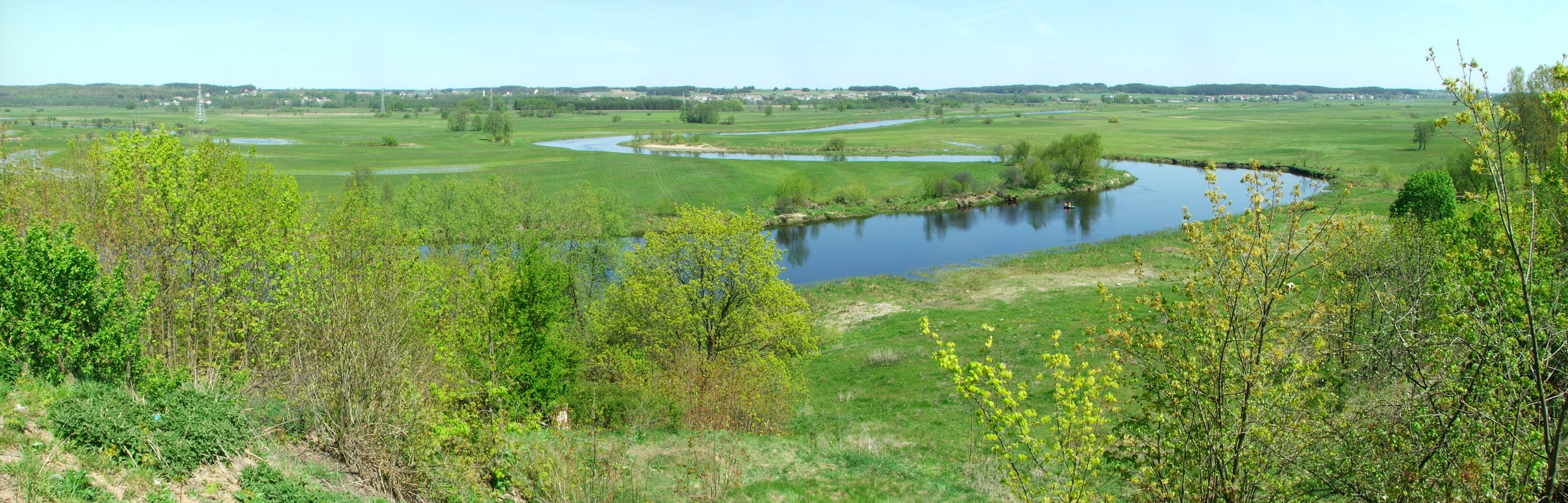
Narew bei Łomża

Das Territorium wurde dem Königreich direkt administrativ einverleibt und am 27. Dezember 1529 in drei Woiwodschaften umgewandelt. Da das nordwestlich gelegene Preußen Königlichen Anteils schon seit dem Zweiten Frieden von Thorn 60 Jahre vorher direkt der Krone Polens unterstand und der nördlich angrenzende restliche Ordensstaat sowie dessen Nachfolger, das Herzogtum Preußen, von Polen lehnsabhängig waren, lag Masowien nun im Zentrum der polnischen Macht. Dementsprechend wurde die masowische Hauptstadt Warschau schnell zur Hauptstadt Polens.
Die Erinnerung an das Herzogtum blieb in den folgenden Jahrhunderten sowohl im Namen der Woiwodschaft als auch in der Titulatur der polnischen Herrscher erhalten, die unter König Sigismund II. August lautete:
Sigismundus Augustus Dei gratia rex Poloniae, magnus dux Lithuaniae, nec non terrarum Cracoviae, Sandomiriae, Siradiae, Lanciciae, Cuiaviae, Kijoviae, Russiae, Woliniae, Prussiae, Masoviae, Podlachiae, Culmensis, Elbingensis, Pomeraniae, Samogitiae, Livoniae etc. dominus et haeres.

### Teilungen Polens
Mit der Dritten Teilung Polens 1795 fiel fast ganz Masowien als Provinz Neuostpreußen bis 1807 an das Königreich Preußen. Im Rahmen der Koalitionskriege wurde Masowien 1807 bis 1815 Teil des polnischen Herzogtums Warschau und bildete ab 1815, nach dem Wiener Kongress, eine der Hauptprovinzen Kongresspolens, ab 1831/32 innerhalb der Grenzen des russischen Kaiserreiches.

### 20. und 21. Jahrhundert
Im Jahre 1918 wurde Masowien Teil der wiedererrichteten polnischen Republik. Seit 1999 die Zahl der polnischen Woiwodschaften vermindert wurde, ist eine der neuen großen die Woiwodschaft Masowien.

## Sozialgeschichte
Lange Zeit war Masowien sehr dünn besiedelt. 1333 lebten nur etwa 55.000 Menschen bzw. 2,2 Einwohner pro Quadratkilometer in dem Gebiet. Die Böden waren überwiegend wenig ertragreich. Daher waren ausgedehnte Bereiche des Landes mit Wald bedeckt, während Bewohner in angrenzende Regionen abwanderten. Adeliger Großgrundbesitz bildete sich unter diesen Bedingungen nur langsam und in geringem Maße heraus. Besonders groß war der Bevölkerungsanteil des niederen Adels (ehemalige Grenzwächter) mit ca. 25 % der Bevölkerung, wobei schon der polnische Durchschnitt von zehn Prozent weit über dem europäischen lag. Dementsprechend waren im 14. bis 16. Jahrhundert große Teile des masowischen Adels verarmt. Die rechtliche Situation der Bauern war dagegen besser als im übrigen Land. Die lokale Form der Zinswirtschaft basierte auf dem sogenannten ordo terrae, einem individuellen Abkommen mit dem Siedler (kmetho), wodurch dieser auf unbegrenzte Zeit Pächter des Bodens wurde, ihm weitreichende persönliche Freiheiten zustanden und er den Landgerichten, nicht aber der Dominialgerichtsbarkeit unterstellt war. Die Kolonisation zu deutschem Recht (ius Theutonicum) spielte hier eine geringe Rolle. Ein wesentliches Merkmal der masowischen Landesherrschaft war, dass die Tradition der patrimonialen Monarchie weiterlebte, während sich die ständische Verfassung langsamer entwickelte als in den direkt der polnischen Krone unterstehenden Gebieten.
Die ersten Städtegründungen nach deutschem Recht fanden in Masowien schon im 13. Jahrhundert (u. a. in Płock) statt. Für die wirtschaftliche Entwicklung Masowiens spielten die nach Norden und Südosten führenden Handelswege eine gewisse Rolle, die nördlich großenteils zu den Städten Thorn, Danzig und Elbing führten, die alle drei zeitweise zum Ordensstaat, dann zum polnischen Preußen Königlichen Anteils gehörten.